# Bộ Đấu (鬥)
Bộ Đấu, bộ thứ 191 có nghĩa là "đánh nhau" là 1 trong 8 bộ có 10 nét trong số 214 bộ thủ Khang Hy.
Trong Từ điển Khang Hy có 23 chữ (trong số hơn 40.000) được tìm thấy chứa bộ này.

## Tự hình Bộ Đấu (鬥)

Giáp cốt văn
Đại triện
Tiểu triện

## Chữ thuộc Bộ Đấu (鬥)
| Số nét bổ sung | Chữ             |
| -------------- | --------------- |
| 0              | 鬥/đấu/         |
| 4              | 鬦/đấu/         |
| 5              | 鬧/nháo/        |
| 6              | 鬨/hạng/        |
| 8              | 鬩/huých/       |
| 10             | 鬪/đấu/         |
| 12             | 鬫/hám/         |
| 14             | 鬬/đấu/ 鬭/đấu/ |
| 16             | 鬮/cưu/         |